# Varning för Jönssonligan
Varning för Jönssonligan är en svensk komedifilm från 1981 i regi av Jonas Cornell. Filmen är en svensk version av den danska filmen Olsen-bandens sidste bedrifter från 1974. Det är den första av åtta ursprungliga filmer om Jönssonligan. I huvudrollerna ses Gösta Ekman, Ulf Brunnberg, Nils Brandt och Siw Malmkvist.
Filmen är en av titlarna i boken Tusen svenska klassiker (2009).

## Handling
Det kriminella geniet Charles-Ingvar "Sickan" Jönsson (Gösta Ekman) och hans kumpaner Ragnar Vanheden (Ulf Brunnberg) och Rocky (Nils Brandt) har en stor kupp i sikte, men något går snett och Sickan åker fast. Vid frisläppandet från fängelset lockar den skumme finanskungen Wall-Enberg (Per Grundén) till sig Sickan med ett uppdrag i Schweiz. Han lämnar alltså sina gamla kumpaner. 
Sickan inser att han har blivit lurad och återvänder till Sverige. Under tiden har Vanheden och Rocky försökt sig på ett litet inbrott i en pressbyrå, men med klent resultat. När Sickan har kommit tillbaka tänker han utkräva hämnd på Wall-Enberg och utarbetar därför en plan.

## Rollista
| Gösta Ekman             | – Charles-Ingvar "Sickan" Jönsson                 |
| Ulf Brunnberg           | – Ragnar Vanheden                                 |
| Nils Brandt             | – Rocky                                           |
| Siw Malmkvist           | – Eivor (Rockys fru)                              |
| Jan-Olof Strandberg     | – Kriminalkommissarie Svensson                    |
| Tomas Norström          | – Kriminalassistent Holm                          |
| Per Grundén             | – Jakob M.R. (Morgan Rockefeller) Wall-Enberg Jr. |
| Weiron Holmberg         | – Biffen                                          |
| Bengt Stenberg          | – Bill (Rockys och Eivors son)                    |
| Hans Sundberg           | – Doktor Schmetterlink                            |
| Urban Sahlin            | – Gymnastiktränaren                               |
| Jean-Paul Chakbazos     | – Shejken av Abradan                              |
| Claes Thelander         | – Berusad man                                     |
| Lillemor Planck         | – Berusad kvinna                                  |
| Johannes Brost          | – Rånare i kiosken                                |
| Peter Hüttner           | – Rånare i kiosken                                |
| Sten Ardenstam          | – Hotellportier                                   |
| Lis Nilheim             | – Kvinnlig polis                                  |
| Gösta Söderberg         | – Äldre polis                                     |
| Mille Schmidt           | – Hamnvakt                                        |
| Gunnar "Knas" Lindkvist | – Brovakt                                         |
| Kjell-Hugo Grandin      | – Busschaufför                                    |

## Om filmen
Filmen spelades in mellan den 8 juli och den 11 september 1981. Filmmusiken är gjord av Ragnar Grippe.
Förhandsskriverierna om filmen handlade, i likhet med recensionerna, rätt mycket om den danska förlagan Olsen-banden. Med Ove Sprogøe, Morten Grunwald och Poul Bundgaard i huvudrollerna hade de många filmerna om Egon Olsen och hans två förbrytarkumpaner Benny och Kjeld blivit en rad framgångar för Nordisk Film, alltifrån den första Olsenfilmen som kom 1968. Erik Balling har regisserat och tillsammans med Henning Bahs skrivit manus till de tretton filmerna om Olsenbanden. I denna första försvenskade version gick också Nordisk Film in med 25 procent av kostnaderna, och det manus som Rolf Börjlind skrev hade ett av Ballings och Bahs manus (det till den sjätte Olsenfilmen) som utgångspunkt.

Valet av Jonas Cornell som regissör väckte en viss förvåning. I en intervju i Dagens Nyheter den 2 januari 1982 kommenterade Cornell sin debut som regissör av filmfarser med orden: 
| ” | Jag har glasögon och ser allvarlig ut. Därför tror många att jag inte kan göra roliga saker. Med Jönssonligan vill jag räcka lång näsa åt dem som sätter likhetstecken mellan intellektuell och ofolklig. Min målsättning var att göra god underhållning för hela familjen. Det var också en utmaning att göra film för en stor publik. Det har funnits en tendens bland oss 60-talsfilmare att glömma bort publiken. Nu finns å andra sidan en motsatt sjuka, att bara göra lätta komedier utan innehåll. | „ |

## Mottagande
Filmen fick ett gott mottagande och sågs av 800 000 personer på bio.